# هوارد نوردوایت
هاوارد نوردوایت (نروژی: Håvard Nordtveit؛ زادهٔ ۲۱ ژوئن ۱۹۹۰) بازیکن فوتبال اهل نروژ است.
از باشگاه‌هایی که در آن بازی کرده‌است می‌توان به آرسنال، لیلستروم، نورنبرگ، بروسیا مونشن‌گلادباخ، وستهام یونایتد و هوفنهایم اشاره کرد.
وی همچنین در تیم ملی فوتبال نروژ بازی کرده‌است.